# О Йон Су
Йон-су О е южнокорейски актьор, най-известен с ролята си на Участник 001 в сериала Игра на калмари.
През 2022 г. е отличен със „Златен глобус“ за най-добър актьор в поддържаща роля и става първият южнокореец с наградата.

## Детство
Роден е с името Се-канг О в Кесън. Баща му загива в Корейската война, а брат му е отвлечен от севернокорейската армия.

## Кариера
Първоначално е предимно театрален актьор и играе в най-различни постановки.
През 2014 г. изиграва Просперо в „Бурята“ по Шекспир, постановка, с която се отбелязва 450-ата годишнина от рождението на английския драматург.
През 2021 г. се снима в продукцията на „Нетфликс“ „Игра на калмари“. Впоследствие казва, че сериалът е променил живота му.

## Филмография
- Игра на калмари (2021)